# Mount Perov
Mount Perov är ett berg i Antarktis. Det ligger i Östantarktis. Norge gör anspråk på området. Toppen på Mount Perov är 2 380 meter över havet.
Terrängen runt Mount Perov är platt åt nordväst, men åt sydost är den kuperad. Trakten är obefolkad. Det finns inga samhällen i närheten.